# کوه آفادجا
کوه آفادجا (به لاتین: Mount Afadja) یک کوه در غنا است که در Jasikan District واقع شده‌است. کوه آفادجا ۸۸۵ متر بالاتر از سطح دریا واقع شده‌است.